# 望月大希
望月 大希（もちづき だいき、1998年2月1日 - ）は、千葉県船橋市出身の元プロ野球選手（投手）。右投右打。

## 経歴

### プロ入り前
小学生時代は、南流ファイターズでプレー。中学時代は、船橋市立八木が谷中学校の軟式野球部に所属。
市立船橋高校時代は、甲子園出場経験はない。
創価大学時代は、1年冬の健康診断にて蛋白尿と血尿が見つかったため、練習量を最低限にこなしていた。さらに、2年春には指定難病である｢IgA腎症｣を発症し、扁桃腺を摘出する手術を受けるなど実戦から遠ざかっていた。2年秋から試合に復帰したが、2年冬から3年春にかけては、ステロイド治療に専念した。
その後、3年春にリーグ最優秀防御率となると、同期の杉山晃基と小孫竜二らと共に強力な投手陣を形成した。特に4年時の第66回全日本大学野球選手権大会では、2回戦の東北福祉大戦では8回を投げ、失点1と好投した（チームは1対0で敗北）。
2019年のドラフト会議で北海道日本ハムファイターズから5位指名を受け、11月15日に、契約金3500万円、年俸770万円で入団に合意した（金額は推定）。

### 日本ハム時代
2020年11月2日の埼玉西武ライオンズ戦でプロ初登板を果たした。
2022年は自己最多の9試合に登板するも防御率7.00と結果を残せずオフに戦力外通告を受けた。退団後、株式会社IWATAが運営する関東草野球リーグ1部所属のKAMIYUBI Baseball Clubでプレーする様子も見せたが、12月30日に自身のインスタグラムで現役引退を表明した。

## 選手としての特徴
187 cmの長身から最速146 km/hの角度あるストレートとカーブが武器。

## 人物
きょうだいは兄と姉。自身が10歳のときに父を亡くし、母が女手一つで3人の子供を養った。難病の際に母が全力でサポートしてくれたことも含め、母への感謝の気持ちが強い。

## 詳細情報

### 年度別投手成績
| 年 度     | 球 団     | 登 板 | 先 発 | 完 投 | 完 封 | 無 四 球 | 勝 利 | 敗 戦 | セ 丨 ブ | ホ 丨 ル ド | 勝 率 | 打 者 | 投 球 回 | 被 安 打 | 被 本 塁 打 | 与 四 球 | 敬 遠 | 与 死 球 | 奪 三 振 | 暴 投 | ボ 丨 ク | 失 点 | 自 責 点 | 防 御 率 | W H I P |
| --------- | --------- | ----- | ----- | ----- | ----- | -------- | ----- | ----- | -------- | ----------- | ----- | ----- | -------- | -------- | ----------- | -------- | ----- | -------- | -------- | ----- | -------- | ----- | -------- | -------- | ------- |
| 2020      | 日本ハム  | 2     | 0     | 0     | 0     | 0        | 0     | 0     | 0        | 0           | ----  | 8     | 2.0      | 1        | 0           | 0        | 0     | 0        | 1        | 0     | 0        | 0     | 0        | 0.00     | 0.50    |
| 2021      | 日本ハム  | 2     | 0     | 0     | 0     | 0        | 0     | 0     | 0        | 0           | ----  | 16    | 4.0      | 2        | 0           | 3        | 0     | 0        | 1        | 0     | 0        | 1     | 1        | 2.25     | 1.25    |
| 2022      | 日本ハム  | 9     | 0     | 0     | 0     | 0        | 0     | 0     | 0        | 0           | ----  | 46    | 9.0      | 15       | 1           | 4        | 0     | 1        | 8        | 1     | 0        | 8     | 7        | 7.00     | 2.11    |
| 通算：3年 | 通算：3年 | 13    | 0     | 0     | 0     | 0        | 0     | 0     | 0        | 0           | ----  | 70    | 15.0     | 18       | 1           | 7        | 0     | 1        | 10       | 1     | 0        | 9     | 8        | 4.80     | 1.67    |

### 年度別守備成績
| 年 度 | 球 団    | 投手  | 投手  | 投手  | 投手  | 投手  | 投手     |
| 年 度 | 球 団    | 試 合 | 刺 殺 | 補 殺 | 失 策 | 併 殺 | 守 備 率 |
| ----- | -------- | ----- | ----- | ----- | ----- | ----- | -------- |
| 2020  | 日本ハム | 2     | 0     | 2     | 0     | 0     | 1.000    |
| 2021  | 日本ハム | 2     | 0     | 0     | 0     | 0     | ----     |
| 2022  | 日本ハム | 9     | 0     | 0     | 0     | 0     | ----     |
| 通算  | 通算     | 13    | 0     | 2     | 0     | 0     | 1.000    |

### 記録
初記録
- 初登板：2020年11月2日、対埼玉西武ライオンズ22回戦（メットライフドーム）、7回裏に3番手で救援登板、1回無失点
- 初奪三振：2020年11月4日、対埼玉西武ライオンズ24回戦（メットライフドーム）、5回裏にエルネスト・メヒアから空振り三振

### 背番号
- 62（2020年 - 2022年）